# Sergej Ćetković
Sergej Ćetković (in alfabeto cirillico serbo  Сергеј Ћетковић; Podgorica, 8 marzo 1976) è un cantante montenegrino.

## Biografia
Nato a Podgorica nel 1976 (ai tempi Iugoslavia), inizia a cantare all'età di 7 anni. Al contempo comincia anche a suonare il piano. Si avvia ufficialmente e professionalmente al mondo musicale nel 1998. Due anni dopo pubblica il suo primo album discografico. Il successivo lavoro in studio esce esattamente due anni dopo, nel dicembre 2002. Nel 2003 partecipa al festival di Budua (Budvanski). Con l'etichetta Goraton pubblica un altro album nel 2005. Ottiene un grande successo in Serbia e Montenegro nel 2007 con il brano Pogled u tami.
Nel novembre 2013 viene scelto per rappresentare il Montenegro all'Eurovision Song Contest 2014, dove partecipa col brano Moj svijet (trad. Il mio mondo), portando per la prima volta lo stato montenegrino nella serata finale. Attualmente vive e lavora a Belgrado.

## Discografia
Album
- 2000 - Kristina
- 2003 - Budi mi voda
- 2005 - Kad ti zatreba
- 2007 - Pola moga svijeta
- 2010 - 2 minuta
- 2014 - Moj svijet